# انگیزه صفر
انگیزه صفر (انگلیسی: Zero Motivation) فیلمی در ژانر کمدی-درام به کارگردانی تالیا لاوی است که در سال ۲۰۱۴ منتشر شد.